# Georges Grandjean
Georges Grandjean est un homme politique français, né le 24 octobre 1874 à Conflans-en-Jarnisy (Meurthe-et-Moselle) et mort le 18 mars 1934 à Jarny (Meurthe-et-Moselle).

## Biographie
Fils de Aimé Hubert Désiré Alphonse Grandjean, venant de Metz et maire de Conflans-en-Jarnisy ainsi que conseiller général du canton de Conflans-en-Jarnisy, Georges Grandjean devient médecin dans sa commune natale et succède à son père comme conseiller général en 1904. Il est député de Meurthe-et-Moselle en 1910 comme candidat de concentration républicaine avec l'appui de Albert Lebrun et contre François de Wendel, il s'inscrit au groupe de la Gauche radicale. Il échoue face à ce même candidat en 1914 et abandonne la vie publique. 

## Sources
- « Georges Grandjean », dans le Dictionnaire des parlementaires français (1889-1940), sous la direction de Jean Jolly, PUF, 1960 [détail de l’édition]
- Jean El Gammal, François Roth et Jean-Claude Delbreil, Dictionnaire des Parlementaires lorrains de la Troisième République, Serpenoise, 2006 (ISBN 2-87692-620-2 et 978-2-87692-620-2, OCLC 85885906, lire en ligne), p. 153